# Kościół Zbawiciela w Poczdamie-Sacrowie
Kościół Zbawiciela w Poczdamie-Sacrowie (niem. Heilandskirche am Port von Sacrow zwany także „Heilandskirche” lub „Sacrower Kirche”) – kościół ewangelicki nad brzegiem Haweli na terenie parku przy pałacu Sacrow w Poczdamie-Sacrowie. Zaprojektowany w połowie XIX wieku na podstawie wskazówek króla Fryderyk Wilhelma IV przez Ludwiga Persiusa w stylu arkadowym. Widziany z oddali kościół sprawia wrażenie statku zakotwiczonego przy brzegu.
W 1961, po wybudowaniu Muru Berlińskiego, kościół znalazł się na ziemi niczyjej. Wnętrza budowli zostały zdewastowane przez wschodnioniemiecką służbę graniczną, co stało się pretekstem do zamknięcia świątyni. Budowla niszczała pod wpływem warunków atmosferycznych. Odnowiony z zewnątrz w latach 1984–1985 z inicjatywy mieszkańców Berlina Zachodniego. W pełni odrestaurowany w latach 90. XX wieku.
Świątynia znajduje się na terenie parku krajobrazowego nad Hawelą (niem. Havellenlandschaft) należącego do grupy pałaców i zespołów parkowych w Poczdamie i Berlinie wpisanych w 1990 na listę światowego dziedzictwa UNESCO.

## Nazwa
Zgodnie z zamierzeniami Persiusa, kościół miał nazywać się „statkiem” (niem. Schiff). Na pieczęci kościoła widnieje napis łaciński: S(igillum) Ecclesiae sanctissimi Salvatoris in portu sacro, co w wolnym tłumaczeniu na jęz. polski brzmi: Pieczęć kościoła najświętszego Zbawiciela w świętym porcie. Przy czym „sacro” odnosić się może również do słowiańskiej nazwy miejscowości Sacrow – „za krowje” oznaczającej „za zaroślami”.

## Historia

### Pierwszy kościół w Sacrowie
Na temat pierwszego kościoła w Sacrowie niewiele wiadomo. Kamienna świątynia stała pośrodku miejscowości i najprawdopodobniej została zburzona podczas wojny trzydziestoletniej (1618-1648). Pierwsza wzmianka o niej pojawia się w 1661 roku, kiedy to proboszcz z Fahrland opiekował się również parafianami w Sacrowie.

### Kościół z muru pruskiego
W miejscu obecnego kościoła w 1694 wzniesiono świątynię z muru pruskiego, pod którą znajdowały się pozostałości sklepienia krypty poprzedniej budowli.

W latach 1774–1794 kościołem opiekował się pastor Johann Andreas Moritz z Fahrland, który prowadził dziennik, opisując życie mieszkańców Sacrowa oraz często zmieniających się właścicieli sacrowskiego folwarku. Opisy pastora wykorzystał Theodor Fontane w swoich Wędrówkach przez Marchię Brandenburską (niem. Wanderungen durch die Mark Brandenburg). Pastor Moritz tak pisał o parafii Sacrow: 

Moja parafia jest uciążliwa. Sacrow (jedynie filia) jest oddalone o ponad milę. Ogólnie ujmując, jest to nieprzyjemna filia, którą muszę i tak co czternaście dni odwiedzać. Boże! Ty wiesz o tym, jak ja muszę potem… do wieczora jechać i rozmawiać, jak ciężko mi z tym…

Po śmierci pastora Moritza parafia sacrowska została przyłączona w 1794 roku do kościoła św. Mikołaja (niem. Nikolaikirche), a następnie powróciła w 1808 roku do kościoła w Fahrland.
Kościół nie był używany od 1813 roku, a w 1822 roku grożący zawaleniem budynek zburzono. Wierni założyli nieopodal dom modlitewny, w którym odprawiano msze aż do wybudowania kościoła Zbawiciela w 1844 roku.

### Kościół Zbawiciela

#### Budowa
Na przestrzeni wieków wieś Sacrow często zmieniała właścicieli. W październiku 1840 roku dobra sacrowskie nabył król pruski Fryderyk Wilhelm IV i przekazał Rządowi Królewskiemu w Poczdamie. Jeszcze przed zakupem król sporządził pierwsze szkice kościoła Zbawiciela. Idealnym miejscem na wzniesienie świątyni okazała się zatoka na Haweli, w której mieścił się port, gdzie w czasie burz i wiatrów chronili się okoliczni rybacy. Dla monarchy miejsce to miało charakter symboliczny – kościół jako forteca chroniąca przed burzami życia. Wskazuje na to łaciński tekst na pieczęci kościoła: 

Kościół najświętszego Zbawiciela w świętym porcie.

Projekty króla zrealizował Ludwig Persius, nadworny architekt Fryderyka, wspomagany przez Ferdinanda von Arnima. Stojący na palach kościół sprawia wrażenie statku zakotwiczonego przy brzegu. Konstrukcja palowa z pni dębowych pochłonęła jedną trzecią kosztów budowy świątyni: 45.234 talary i 27 srebrnych groszy. Kościół został wzniesiony w przeciągu trzech lat (1841–1844) i poświęcony 21 lipca 1844 roku.
Teren wokół świątyni zaprojektował znany architekt krajobrazu Peter Joseph Lenné, który stworzył szerokie aleje spacerowe oraz osie widokowe w kierunku parku Glienicke, Babelsberg, Nowego Ogrodu oraz miasta Poczdam.
Kościół w Sacrowie pozostawał samodzielną parafią przez cztery lata, po czym pieczę nad nim sprawował Fryderyk. W 1859 roku kościół został przyłączony do parafii w Bornstedt. W 1870 sacrowski kościół farny połączono z parafią Klein Glienicke (później z Neubabelsberg), kościołem św. Piotra i Pawła w Nikolskoje oraz z miejscowością Stolpe (obecnie Berlin-Wannsee).

#### Okres NRD

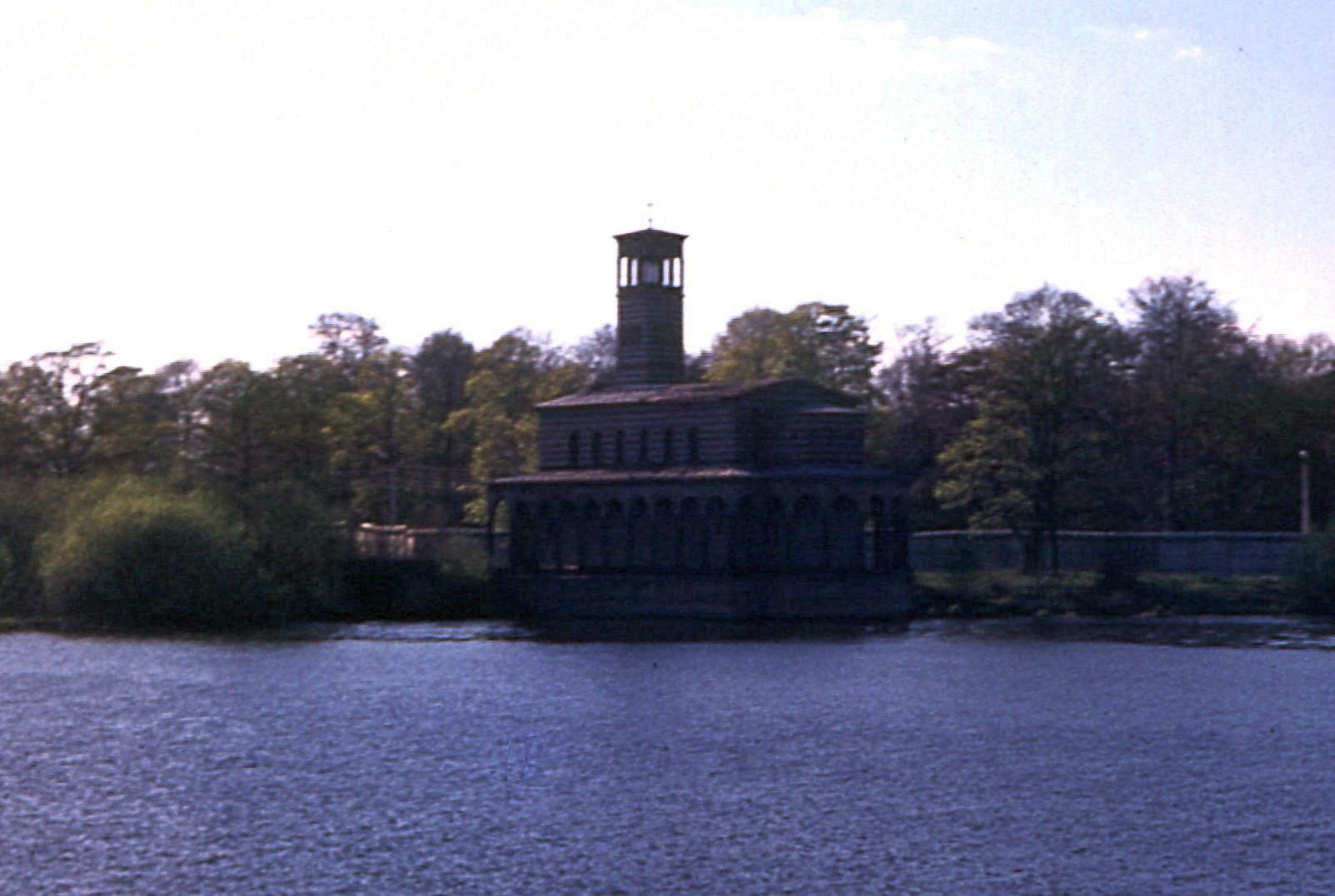
Kościół Zbawiciela, w tle mur, 1972

Wybudowanie Muru Berlińskiego w 1961 roku doprowadziło do znacznych zniszczeń elewacji oraz wnętrz kościoła. Umocnienia graniczne pomiędzy Niemiecką Republiką Demokratyczną a Berlinem Zachodnim przebiegały przez środek terenu kościelnego. Kampanila stała się częścią muru: po jej obydwu stronach dołączono ogromne betonowe płyty. Sama świątynia znalazła się na ziemi niczyjej. Pomimo tego w kościele odprawiano regularne nabożeństwa aż do świąt Bożego Narodzenia w 1961 roku. Wkrótce potem wnętrza budowli zostały zdewastowane przez wschodnioniemiecką służbę graniczną, co stało się pretekstem do jego zamknięcia.
Nieużywana świątynia niszczała. Szkody powstałe w wyniku działań atmosferycznych nie były naprawiane. W latach 80. XX wieku mieszkańcy Berlina Zachodniego pod przywództwem ówczesnego burmistrza Richarda von Weizsäckera wystąpili z inicjatywą remontu budowli. Po długich negocjacjach z rządem NRD, otrzymano w końcu zezwolenie na przeprowadzenie prac i kościół został odnowiony z zewnątrz (1984–85). Jednakże środki pieniężne przekazane przez fundację Tagesspiegel oraz przez senat Berlina Zachodniego nie dotarły do poczdamskich wykonawców.
Ponownie msze zaczęto odprawiać po upadku muru – pierwsze nabożeństwo miało miejsce w wigilię w 1989 roku. Wnętrza kościoła odnowiono w latach 1993–1995 na podstawie zachowanych szkiców i czarno-białych fotografii. Z uwagi na brak przedstawień oryginałów, nie wszystkie detale zostały wiernie odtworzone, np. konsole, na których stoją figury apostołów (ich pierwotnej kolejności również nie można było ustalić).
Park Lennégo został doszczętnie zniszczony – urządzono tu garaże, pomieszczenia dla psów granicznych oraz ścieżkę dla treningu psów celnych. Odtworzenie parku ruszyło dopiero po 1994 roku.
Po rozwiązaniu parafii w 1977 roku kościół należy do poczdamskiej gminy Kościoła Zielonoświątkowców. Regularne nabożeństwa odprawiane są od 1995 roku.

## Architektura

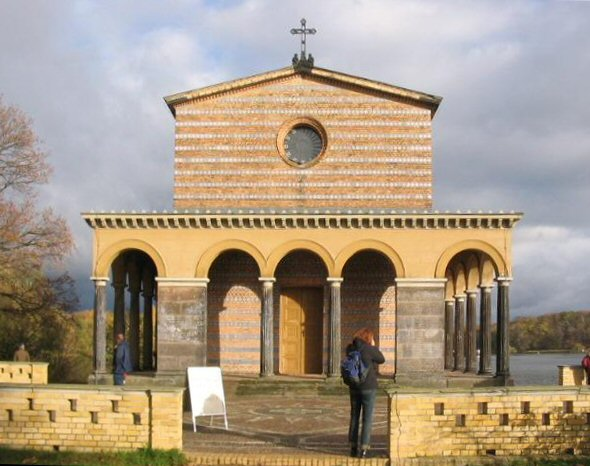
Kościół Zbawiciela, widok z zachodu

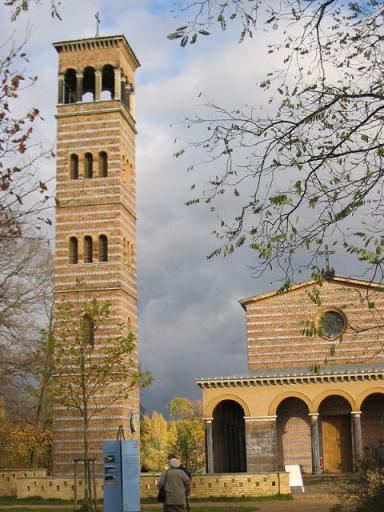
Kościół Zbawiciela, kampanila

### Architektura zewnętrzna
Architektura kościoła reprezentuje styl arkadowy. Wzorowana jest na wczesnochrześcijańskich świątyniach rzymskich. Budowla charakteryzuje się płaską konstrukcją dachową. Korpus kościoła (9 m wysokości, 18 m długości, 8 m szerokości) z absydą w części wschodniej otaczają zadaszone arkady. Nadaje to budowli kształt trójnawowej bazyliki. Kolumnada spoczywa na półkolistym fundamencie wcinającym się w Hawelę, co sprawia, że patrząc od strony rzeki lub z przeciwległego brzegu, kościół wygląda jak statek. Dzwonnica jawi się z daleka jak komin parowca.
Kanelowane kolumny zamiast głowic zwieńczone są cynkowymi antemionami. Z przodu porządek kolumn zaburzają dwa szerokie filary z piaskowca pokryte cytatami z Biblii, Ewangelii św. Jana oraz z trzynastego rozdziału Pierwszego Listu do Koryntian.
W górnej części korpusu znajdują się łukowate okna, a w szczycie zachodnim rozeta. Brązowawą cegłę ścian zewnętrznych przecinają poziome pasy z glazurowanych na niebiesko płytek w żółte geometryczne wzory. Płaski dach nawiązuje do świątyń greckiej i wczesnochrześcijańskich. Szczyt dachu zdobi cynkowy krzyż.

### Kampanila

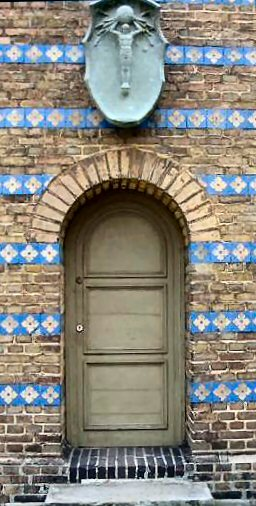
Tablica upamiętniająca eksperyment prof. A. Slabego i Grafa von Arco

Na krótszym z boków prostokątnego placu z eksedrą stoi 20 metrowa kampanila. Ściany wieży powielają wzór i kolorystykę ścian kościoła. Pierwsze piętro zdobi jedno wydłużone, półokrągłe okno, kolejne dwa piętra mają po trzy okna. Całość wieńczy belweder pokryty płaskim dachem namiotowym, na którym umieszczono kulę z krzyżem.
Dzwonnica ma jeden brązowy dzwon, odlany najprawdopodobniej w 1406, który służyć miał w dawnym sacrowskim kościele z muru pruskiego. Drugi dzwon został przetopiony na broń w 1917. Jego następcę spotkał ten sam los w 1944.

#### Eksperyment fizyczny
W sierpniu 1897 roku dzwonnica posłużyła fizykom Adolfowi Slabemu i Georgowi von Arco do prób z falami radiowymi techniką Marconiego. Patronat nad pracami Slabego objął sam cesarz Wilhelm II. Na wieży zamontowano antenę do telegrafii bezprzewodowej, która z sukcesem przesłała sygnał na odległość 1,6 km, do położonej na drugim brzegu jeziora Jungfern stacji żeglarskiej Kongsnaes. Wydarzenie to upamiętnia tablica z 1928 nad drzwiami wejściowymi, wykonana przez Hermanna Hosaeusa. Pośrodku tablicy z zielonego dolomitu umieszczono postać Atlasa dźwigającego kulę ziemską otoczoną przez błyskawice. Obok widnieje napis:

W tym miejscu w 1897 roku prof. Adolf Slaby i Graf von Arco wznieśli pierwszą niemiecką antenę do komunikacji bezprzewodowej.

### Architektura wnętrza

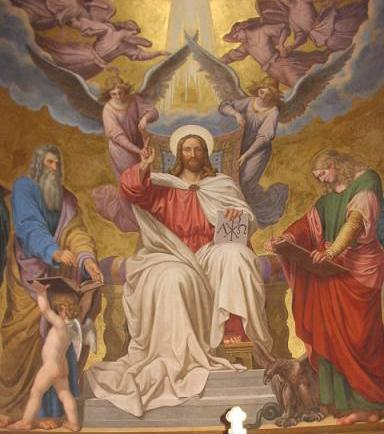
Kościół Zbawiciela, fresk w apsydzie

Nad skromnym wnętrzem kościoła dominuje fresk w absydzie autorstwa Adolfa Eybla na podstawie projektu jednego z najznamienitszych malarzy niemieckiego romantyzmu Carla Josepha Begasa (1845). Wykonany w stylu bizantyjskim ukazuje Chrystusa zasiadającego na tronie z Księgą Życia w otoczeniu ewangelistów: Łukasza, Mateusza, Jana i Marka przedstawionych z symbolami: bykiem, aniołem, orłem i lwem. Nad ich głowami unoszą się postaci aniołów. Na szczycie półkuli znajduje się gołębica, symbol Ducha Świętego.
Oryginalny ołtarz z drewna cedrowego został zniszczony w 1961. Jego rekonstrukcja nie była możliwa z uwagi na brakującą dokumentację. Kościół otrzymał nowy stół ołtarzowy utrzymany w stylistyce dawnego ołtarza.
Indywidualne pola sufitu kasetonowego pokryte są niebieską tkaniną pomalowaną w jasnożółte gwiazdy. Pomiędzy oknami znajdują się konsole, na których stoją rzeźby dwunastu apostołów dłuta Jakoba Albertego. Figury z drewna lipowego, powstałe w latach 1840–1844, wzorowane są na pracach Petera Vischera starszego dla grobu Sebalda w kościele św. Sebalda w Norymberdze (ok. 1500) oraz Christiana Daniela Taucha dla katedry berlińskiej.

#### Organy
Jedyne wejście do kościoła znajduje się po stronie zachodniej. Obok mieści się mała zakrystia oraz schody na emporę organową. Pierwotne organy o pięciu rejestrach zbudował poczdamski mistrz Gottlieb Heise w 1844. W 1907 Alexander Schuke z Alexander Schuke Potsdam Orgelbau dodał większe piszczałki 8’. Instrument obejmował wtedy sześć manuałów oraz jeden rejestr pedałowy. W 1961 organy zostały zniszczone. Nowy instrument, zamówiony w warsztacie Wegscheider, został zamontowany w czerwcu 2009. Organy mają dwa manuały, jeden pedał oraz siedemnaście rejestrów oraz pięć wiatrownic, a także wolnostojący stół gry.

## Literatura dodatkowa
- Andreas Kitschke, Ev. Kirchengemeinde Potsdam-Sacrow (wyd.): Potsdam-Sacrow. Heilandskirche. Pasawa: Kunstverlag PEDA, 1998. ISBN 3-930102-33-1. (niem.).Sprawdź autora:2. Brak numerów stron w książce
- Theodor Fontane: Wanderungen durch die Mark Brandenburg. Tom 3: Havelland. Frankfurt nad Menem-Berlin: Nymphenburger Verlagshandlung München, 1873 1971, s. 223–234. ISBN 3-485-00293-3. (niem.).